# Hulsk, Novohrad-Volînskîi
Hulsk (în ucraineană Гульськ) este o comună în raionul Novohrad-Volînskîi, regiunea Jîtomîr, Ucraina, formată numai din satul de reședință.

## Demografie
Componența lingvistică a comunei Hulsk
     Ucraineană (98,46%)
     Rusă (1,47%)
Conform recensământului din 2001, majoritatea populației comunei Hulsk era vorbitoare de ucraineană (98,46%), existând în minoritate și vorbitori de rusă (1,47%).